# Штайнах (Штирія)
Штайнах (нім. Stainach) — колишній муніципалітет (ярмаркове містечко) з населенням 1957 мешканців (станом на 1 січня 2016). Місто знаходиться в Австрії; земля — Штирія; округ Ліцен. З 1 січня 2015 року, після проведення в Штирії муніципальних структурних реформ, Штайнах було об'єднано з колишньою громадою Пюрґґ-Траутенфельс під назвою Штайнах-Пюрґґ.